# Правовий ідеалізм
Правовий ідеалізм (романтизм) — один з проявів деформації правосвідомості, що характеризується таким станом правосвідомості громадян, зокрема посадових осі державного апарату, при якому відбувається переоцінка реальних можливостей форм права впливати на суспільні відносини і процеси. Очікування від права результатів, які воно об'єктивно не здатне забезпечити, закономірно призводить з часом до розчарування в ньому і далі до нігілістичних поглядів і оцінок права.
Бурдоносова М. А. визначає правовий ідеалізм як форму прояву деформації правової свідомості, що виявляється у схильності до гіперболізації (від грец. «hyper» — надмірне перебільшення) ролі права у регулюванні суспільних відносин, перебільшенні значення правових формулювань, приписуванні їм здатності радикально змінювати ситуацію в країні без урахування готовності суспільства до таких змін.
Основу правового ідеалізму (франц. idealisme, від грец. idea — ідея, переконання, про першопочаткову ідеальність світу) становлять правові ідеали-гіперболи. Правовий ідеалізм нівелює розмаїття аспектів суспільно-політичного життя, покладаючись на розв'язання проблем за допомогою нормативно-правових приписів, законів, правових норм, без урахування реальних можливостей їх реалізації. Проявляється у надмірному захопленні законотворчістю, бюрократичній тяганині. Однак самі по собі закони не діють, їх мають втілювати у своїй поведінці люди.